# Ки-Колкер
Ки-Колкер (исп. Cayo Caulker) — небольшой известняковый коралловый остров у побережья Белиза в Карибском море, протяженностью около 5 миль (8,0 км) (с севера на юг) и менее 1 мили (1,6 км) (с востока на запад). Город на острове известен под названием Ки-Колкер-Виллидж. Население Ки-Колкера составляет около 4000 человек.
Ки-Колкер расположен примерно в 20 милях (32 км) к северо-востоку от Белиза, и до него можно добраться на скоростном водном такси или небольшом самолете через аэропорт Ки-Колкер. В последние годы остров стал популярным местом для пеших туристов. Здесь расположено более 50 отелей и множество ресторанов и магазинов.

## География

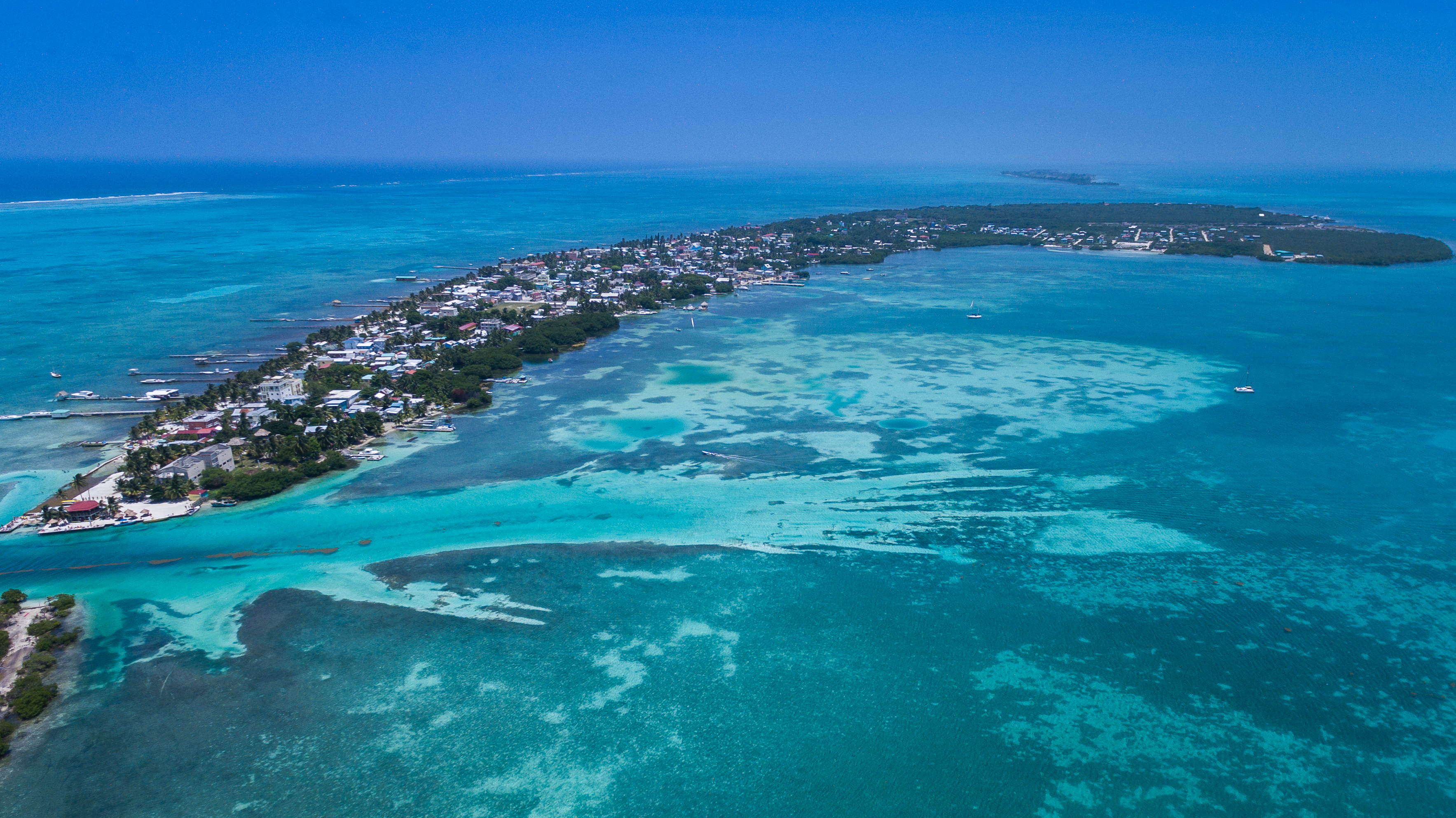
Ки-Колкер вид с воздуха

Остров представляет собой песчаную косу, возвышающуюся над известняковым шельфом. Здесь же известняке находится подводная пещера под названием Гигантская пещера. Напротив деревни находится неглубокая лагуна глубиной от 6 дюймов (150 мм) до 14 футов (4,3 м), которая на востоке соединяется с барьерным рифом Белиза. Этот риф известен как сухой риф, выступающий на поверхность, в то время как дальше к северу риф является глубоким и находится на глубине от 2 до 8 футов (0,61-2,44 м). Этот район популярен среди виндсерферов. Узкий водный путь, известный как Сплит, делит остров надвое. Некоторые люди утверждают, что Сплит был образован ураганом «Хэтти» в 1961 году, который опустошил Белиз-Сити; однако это в значительной степени не соответствует действительности. Сельские жители, которые действительно выкапывали его вручную, утверждают, что это в значительной степени рукотворное сооружение. Тогдашний председатель деревенского совета Рамон Рейес рассказывает, что он и другие люди вручную углубляли водный путь после того, как ураган «Хэтти» открыл проход глубиной в несколько дюймов. Таким образом, между западной и восточной сторонами острова был проложен удобный водный путь, предназначенный сначала для каноэ-долбленок. Из-за увеличения приливной воды проход углубился на 100 футов (30 м), что, к счастью, теперь позволяет проходить более крупным лодкам. Естественная эрозия мягких песчаных берегов водного пути продолжается и по сей день и угрожает дальнейшему расширению пролива.

## Демография
На момент переписи населения 2010 года население Ки-Колкера составляло 1763 человек. Из них 65,6 % были метисами, 15,3 % — креолами, 4,3 % — белыми, 3,6 % — кечи-майя, 2,9 % — гарифуна, 2,4 % — мопан-майя, 2,3 % — смешанными, 1,4 % — азиатами, 0,7 % — восточноиндийцами, 0,6 % — африканцами, 0,3 % — меннонитами, 0,1 % — юкатекскими майя и 0,3 % — другими.

## История
Считается, что поселение Ки-Колкер было заселено на протяжении сотен лет; однако недавний рост численности населения начался только во время кастовой войны на Юкатане в 1847 году, когда многие метисы смешанного происхождения майя и испанцы бежали от массовых убийств, происходивших по всему Юкатану. Территория деревни была пожалована Лучано Рейесу королевой Викторией примерно в 1870 году. Участки были проданы шести или семи семьям, у большинства из которых до сих пор есть потомки на острове. Влияние этих семей все еще очень заметно. Считается, что расположение главного поселения на острове оставалось неизменным на протяжении сотен лет. Бухта в задней части деревни служит укрытием для лодок, а риф в передней части обеспечивает хорошую защиту от больших волн. Коралловый песок вблизи деревни обеспечивает надежную якорную стоянку по сравнению с мягким илом, который можно найти в других частях острова.

## Ураган «Хэтти»
Когда в 1961 году на остров обрушился ураган «Хэтти», штормовая волна прокатилась по узкой части деревни. Деревянное здание школы, которое в то время использовалось в качестве убежища, бы. ло разрушено волнами, в результате чего погибли 13 человек, в основном дети. Эпицентр шторма прошел к югу от острова, спасая его от дальнейшего разрушения. Комитет по чрезвычайным ситуациям при губернаторе Торнли оказал поддержку сельскому совету в восстановлении и сформировал бригады для выполнения различных работ. За несколько недель было построено около 42 домов.
Британская армия также оказала помощь, доставив вертолеты с медикаментами и продовольствием. Ки-Колкер остается уязвимым для прямых ударов ураганов, поскольку у него нет защиты от штормовых нагонов. В наше время на остров обрушилось по меньшей мере четыре крупных урагана, самым последним из которых был ураган «Кейт» в 2000 году. Поскольку высота острова в своей наивысшей точке составляет всего 8 футов (2,4 м), сильный штормовой прилив может легко накрыть весь остров, как это произошло во времена Хэтти и Кита.
В поселке две растафарианские церкви и одна — Свидетелей Иеговы. Местные часто цитируют Боба Марли, а в сувенирных лавках продают атрибутику с его портрета ми. Bird Cay (Птичий остров) рядом с Ки-Колкером — пристанище фрегатов и пеликанов. Туристы иногда видят ламантинов у берегов .